# 唐振剛
唐振剛（英語：Gary Tang，1983年10月13日－），台灣男藝人，曾為外景節目《世界第一等》固定主持，該節目於2015年入圍第50屆金鐘獎行腳節目主持人獎。

## 演藝生涯
唐振剛曾自言，自己15歲時為了成為舞者的夢想而休學離家出走，因此跟家人斷聯達5年半。他出道前曾是街舞團體「Old Top」、「TBC」的成員，並擔任男子團體Energy的舞蹈老師與專屬舞者。2007年6月加入Energy，加入團體二年後單飛；之後唐振剛在試圖轉型為演員的過程中，有接近三年的時間無收入，後來參與多部戲劇的演出，第一部作品正是以街舞為主題，由李啟源導演所導的電影「巧克力重擊」。在持續參與節目主持和戲劇演出後，他在2023年為配合節目轉型改為不同身份及合作模式，而卸任已主持13年的外景節目《世界第一等》固定主持工作。

## 電視劇
| 年份 | 劇名                  | 角色   | 頻道             |
| 2006 | 極限燙衣板            | 小剛   | 公視             |
| 2007 | 至尊玻璃鞋            | 鐵雄   | 華視             |
| 2008 | 艾草                  | 陳正凡 | 公視             |
| 2010 | 死神少女              | 阿國   | 公視             |
| 2011 | 訂作一個她            | 小丁   | 公視             |
| 2012 | 童話二分之一          | 楊澤新 | 湖南衛視         |
| 2012 | 罪美麗                | 趙興甫 | 台視             |
| 2013 | 就是要你愛上我        | 姚子軒 | 三立都會台       |
| 2014 | 七個朋友              | 簡明勳 | 中視             |
| 2015 | 澀世紀傳說            | 方飛刀 | 愛奇藝           |
| 2015 | 舞吧舞吧在一起        | 李修齊 | 三立都會台       |
| 2018 | 天使薇薇              | 季大宇 | 緯來電影台       |
| 2019 | 天堂的微笑            | 何宇則 | TVBS歡樂台       |
| 2019 | 覆活                  | 方景安 | 台視             |
| 2020 | 妖怪人間              | 墓坑鳥 | 公視             |
| 2021 | 我的老闆是隻貓        | 方天耀 | MyVideo          |
| 2021 | 廢財闖天關2           | 灶神   | 三立都會台       |
| 2021 | 誰在你身邊            | 里歐   | HBO              |
| 2022 | 正義的算法            | 蕭力偉 | Disney+          |
| 2023 | W劇場：因為你如此耀眼 | 黃威霆 | 東森戲劇台       |
| 2024 | 妮波自由式            | 湯瑞成 | friDay影音       |
| 2025 | 我們六個              | 盧錫耕 | 大愛電視台       |
| 2026 | 阿松與阿暖            |        | 民視、公視台語台 |

## 電影
| 年份 | 片名                | 角色         | 導演   |
| 2006 | 《巧克力重擊》      | 金剛         | 李啟源 |
| 2006 | 《當我們同在一起》  | 阿信         | 于中中 |
| 2009 | 《一席之地》        | 小剛         | 樓一安 |
| 2012 | 《下一個奇蹟》      | 行遠         | 卓立   |
| 2016 | 《他媽²的藏寶圖》   | 李寶龍       | 黃竑寯 |
| 2016 | 《殺了我》          | 秦達         |        |
| 2017 | 《偽婚男女》        | 武剛         | 周美玲 |
| 2018 | 《查無此人》        | 秦達         |        |
| 2018 | 《角頭2：王者再起》 | 潘忠偉(潘帥) | 顏正國 |
| 2021 | 《角頭—浪流連》     | 潘忠偉(潘帥) | 姜瑞智 |
| 2024 | 《角頭—大橋頭》     | 潘忠偉(潘帥) | 姜瑞智 |
| 2025 | 《角頭—鬥陣欸》     | 潘忠偉(潘帥) | 姜瑞智 |

## 舞台劇
| 年份 | 片名                                 | 角色   | 導演           |
| 2018 | 故事工廠第5回作品《偽婚男女》        | 武剛   | 黃致凱、周美玲 |
| 2023 | 故事工廠第13回作品《我們與惡的距離》 | 林一駿 | 黃致凱         |

## MV演出
| 年份 | 片名           | 角色         |
| 2010 | 《清蜜星體驗》 | 定遠(第七篇) |
| 2018 | 《愛情練習生》 | 凱文         |
| 2024 | 《我要找到你》 | 蕭明遠       |

| 年份 | 歌名                         | 歌手     |
| 2002 | 《You better not come home》 | Energy   |
| 2002 | 《天生反骨》                 | Energy   |
| 2004 | 《愛的重唱曲 - Emotion》     | 華研音樂 |
| 2008 | 《另類人生》                 | Energy   |
| 2018 | 《你是答案》                 | 王笠人   |
| 2020 | 《我不是商人》               | 歐得洋   |

### 專輯
| 年份 | 專輯         | 歌手   |
| 2007 | 《天生反骨》 | Energy |

## 主持作品
- 2008年－ 東風《SUPER ENERGY》 (已播畢)
- 2009年－ 東風《鐵馬青春行》：與歐弟搭檔(已播畢)
- 2010年－2024年1月 八大綜合台《世界第一等》/每週六 晚間8點

## 書籍出版
- 《另類人生》- 如何出版社 2008/10/31

## 廣告代言
- 電視廣告 | 統一奧雷特／POND'S美白產品／台灣大哥大／美妍社飲料 水平衡洗面乳／KURO／MTV台形象廣告／金車台灣鹹粥
- 平面廣告 | 拉麵道 / NIKE新產品 / KURO線上雜誌

## 舞蹈表演
- 2002年－ ENERGY NON-STOP PARTY 演唱會專屬舞者
- 台北藝術節表演
- NIKE 第三屆 HIP HOP 表演
- 喬丹亞洲行台灣站舞蹈表演
- MTV 萬人演唱會 ENERGY 專屬舞者
- 奧運國手頒獎典禮舞蹈演出以及各類型 HIP HOP 表演約50場

## 獎項紀錄
- 2015年 - 《世界第一等》入圍第50屆金鐘獎行腳節目主持人獎
- 2002年－ 星報「台北明日之星F16選跋賽」入圍優勝
- 2001年－ CINEMAX & ADIDAS全國街舞大賽亞軍
- 2001年－ NIKE-HIP HOP 街舞大賽全國冠軍
- 2001年－ 台中熱力四射舞蹈大賽優勝

## 教學經歷
- 救國團冬令街舞研習營 HIP-HOP 助教
- 救國團夏令街舞研習營 BREAKING 老師
- 大安高工熱舞社指導老師
- 信義國小熱舞社指導老師
- 國立三重高中手語社舞蹈指導老師
- 台北美國學校熱舞社指導老師

## 外部連結
- 唐振剛的instagram
- 唐振剛的facebook （页面存档备份，存于）
- 唐振剛的新浪微博
- 唐振剛在互联网电影资料库（IMDb）上的資料（英文）